# Ramal de Moura
O Ramal de Moura, igualmente conhecido como Linha de Moura, e originalmente denominado de Linha do Sueste, é um lanço ferroviário encerrado em Bitola ibérica, que unia a localidade de Moura à cidade de Beja, na região do Alentejo, em Portugal. Em Beja, ligava-se à Linha do Alentejo. Foi pensado originalmente como uma linha internacional que facilitasse as comunicações entre Portugal e a região espanhola da Andaluzia, mas devido à oposição dos militares, acabou por ser transformado numa linha de percurso inteiramente nacional. O ramal chegou a Quintos em 2 de Novembro de 1869, Serpa em 14 de Abril de 1878, Pias em 14 de Fevereiro de 1887, e finalmente a Moura em 27 de Dezembro de 1902. O Ramal foi encerrado em 1 de Janeiro de 1990, tendo sido planeado o aproveitamento do seu antigo leito para uma ecopista.

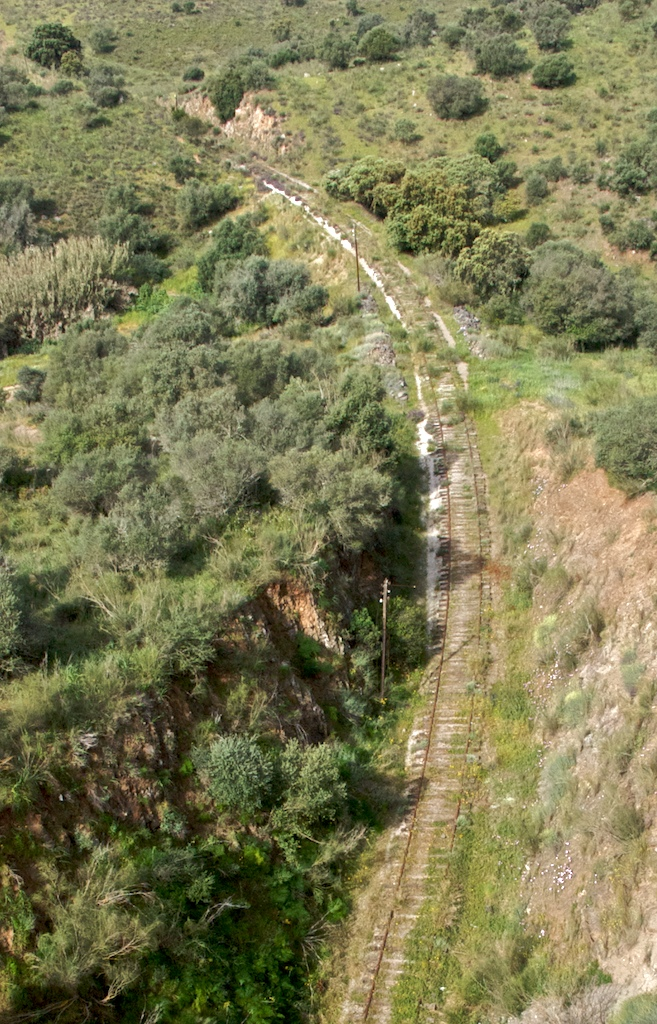
Vista ao em Abril de 2008.

## Descrição

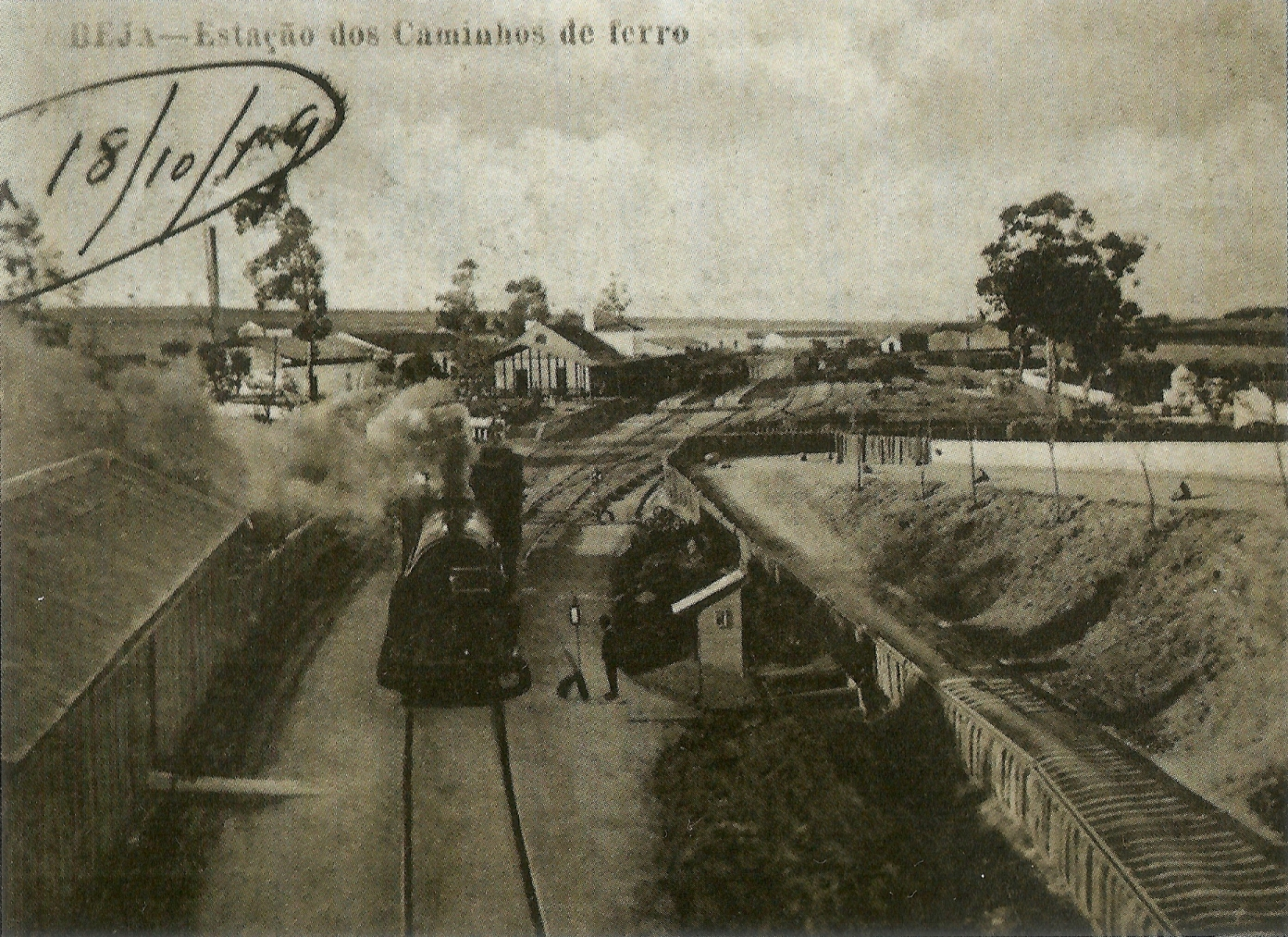
Postal de 1919, mostrando a estação de Beja.

O Ramal de Moura tinha cerca de 60 km de comprimento, e ligava Beja a Moura, servindo igualmente o concelho de Serpa. Era considerado parte da Rede do Sul e Sueste. Uma das suas principais obras de arte era a ponte sobre o Rio Guadiana, com cerca de 280 m de comprimento, que além da via férrea também permitia a circulação automóvel. Funcionava como uma passagem de nível, podendo ter sido uma das maiores estruturas deste tipo na Europa.

## História

### Antecedentes
Em meados do século XIX, o governo começou a planear a instalação de uma linha férrea unindo a região do Alentejo à cidade de Lisboa, tendo o lanço entre a Margem Sul do Tejo e Vendas Novas sido entregue à Companhia Nacional dos Caminhos de Ferro ao Sul do Tejo, enquanto que o resto da linha, até Beja e Évora, foi construído pela Companhia dos Caminhos de Ferro do Sueste. A via férrea chegou a Beja em 15 de Maio de 1864, e nesse ano a Companhia do Sueste tomou conta de toda a rede.

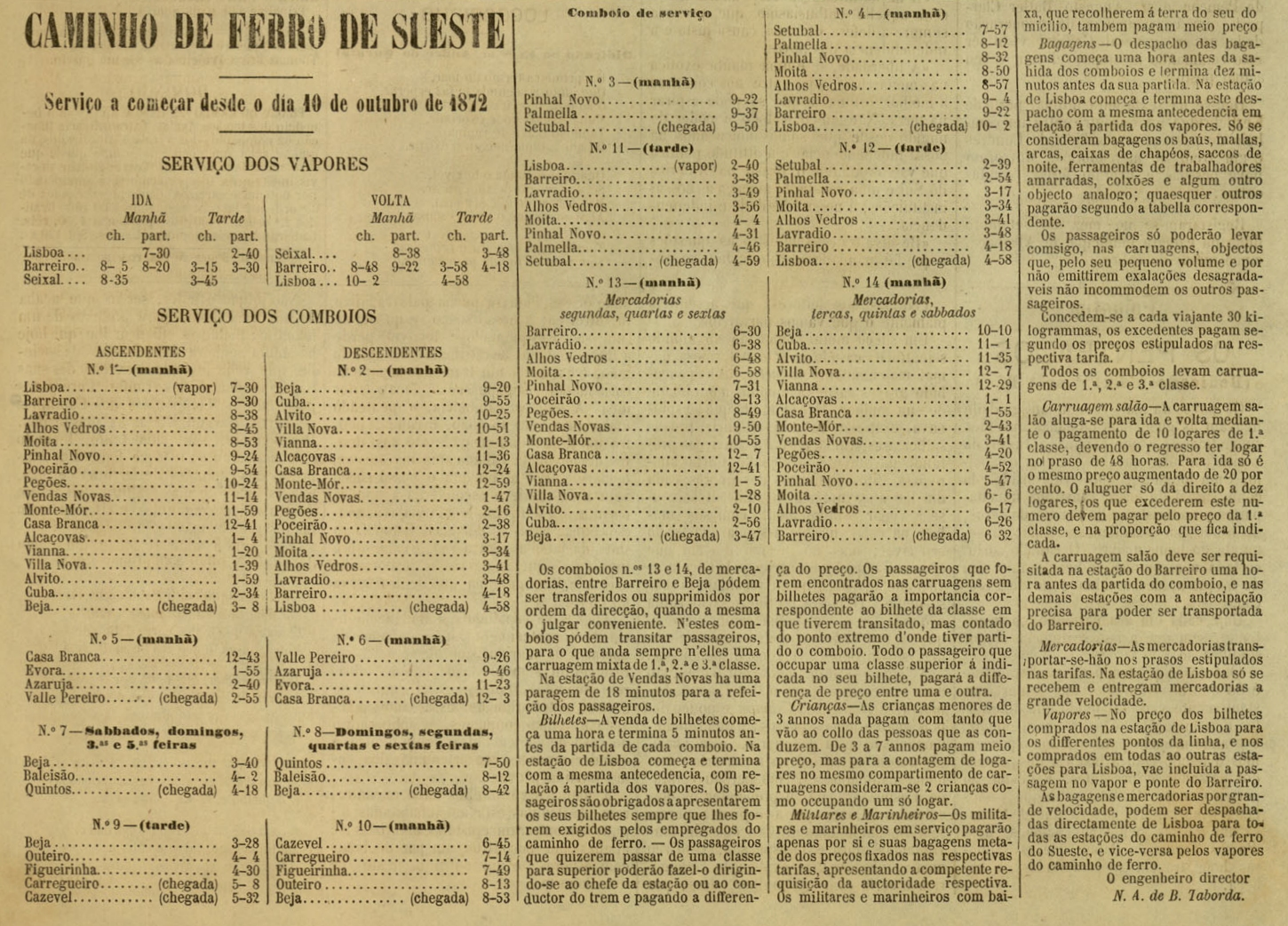
Horários dos comboios em 1872, onde Quintos surge como estação terminal.

### Lanço de Beja a Pias

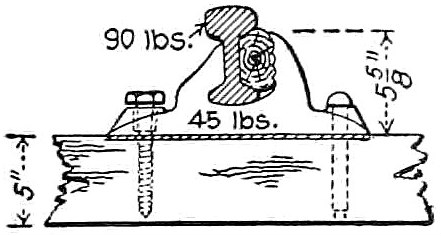
Esquema da montagem de carril tipo champignon.

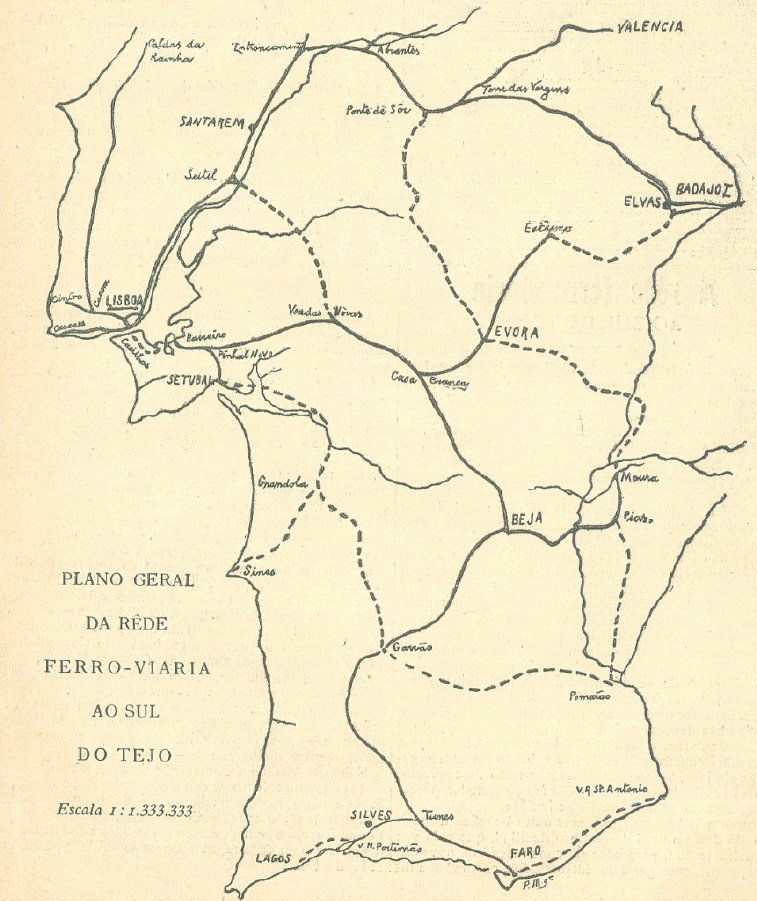
Mapa do Plano ao Sul do Tejo, mostrando-se o Ramal de Moura já completo, e os projectos de Moura a Évora e Pias a Pomarão.

Ainda em 1864, a Companhia do Sueste foi autorizada a construir um ramal entre Beja e a fronteira com Espanha, passando por Quintos. Este ramal deveria terminar nas imediações da povoação de Paymogo, permitindo assim a sua futura ligação a uma planeada linha espanhola que terminava no porto de Huelva. Porém, na década de 1860, a Companhia do Sueste começou a padecer de vários problemas financeiros, que a impediram de pagar as suas obrigações junto do estado português, pelo que as linhas foram nacionalizadas em 1867. As obras foram continuadas por conta do estado, tendo o primeiro lanço da linha férrea, entre Beja e Quintos, entrado ao serviço em 2 de Novembro de 1869, sendo então denominada Linha do Sueste. A via férrea entre Beja e Quintos foi originalmente onstruída com carris de ferro T duplo assimétrico, no sistema champignon simples, com 30 kg de peso por metro, seguros por coxins, e que foram aproveitados dos lanços entre o Barreiro, Setúbal e Vendas Novas, quando se aproveitou para reforçar essas vias aquando da mudança de bitola.
Em 22 de Março de 1878, a grande ponte sobre o Guadiana, entre Quintos e Serpa, foi pela primeira vez atravessada por uma locomotiva. O lanço até Serpa abriu à exploração em 14 de Abril de 1878.

Em 1884, já se estava na fase das expropriações para o lanço entre Serpa a Pias, tendo o administrador substituto de Serpa, Parreira Cortez, assinado em 1 de Outubro desse ano uma procuração que autorizou António Cortez a fazer uma expropriação que era necessária para a passagem da linha férrea. Este lanço entrou ao serviço em 14 de Fevereiro de 1887. A construção do lanço de Beja a Pias custou cerca de 726 contos de réis, valor que incluiu a secção de Serpa a Pias, que custou 127:780$141. Como este tramo tinha cerca de 13 km, isto deu uma média de 9:829$626 por quilómetro, custo que era considerado pouco superior ao de uma via rodoviária comum.

### Lanço entre Pias e Moura

#### Planeamento
Nos finais do século XIX, assistiu-se a uma revisão no planeamento da linha, tendo-se chegado à conclusão que não seria viável a sua continuação até Espanha, passando a sua principal função a ser apenas de servir aquela zona da margem esquerda do Rio Guadiana. Em 10 de Agosto de 1897, o Ministro da Fazenda, Mariano de Carvalho, apresentou uma proposta de lei às Câmaras, para autorizar o governo a adjudicar a construção e exploração de várias linhas em hasta pública, incluindo a de Pias a Moura. Em 1898, o empresário Raymundo Sousa Netto apresentou um pedido ao Conselho Superior de Obras Públicas, para uma ligação ferroviária entre as Minas de Orada e Pequito, e as estações de Cuba, Serpa e Pias.
Entretanto, desde o século XIX que estava planeada a construção de uma linha entre Évora a Zafra, passando por Reguengos e Mourão. No entanto, as autoridades militares opuseram-se a este empreendimento, o que provocou uma alteração no seu traçado, de forma a que a linha deveria inflectir para Sul depois de passar por Mourão, e passar por Moura, Pias e Serpa, terminando no porto fluvial do Pomarão. Assim, e como foi definido pelo Plano Geral da Rede ao Sul do Tejo, concluído em 15 de Maio de 1899 e publicado por um decreto de 27 de Novembro de 1902, o lanço entre Pias e Moura seria comum tanto à Linha do Sueste como à Linha do Guadiana, como se denominaria o troço de Évora ao Pomarão. Com esta directriz, foi abandonada a ideia de estabelecer novas ligações com Espanha por Reguengos e Quintos, passando em vez disso a rede a assumir um carácter apenas interno, paralelo à fronteira.
Uma lei de 14 de Julho de 1899 autorizou o governo a despender até 3.000:000$000 réis na construção de várias linhas, incluindo o troço entre Pias e Moura. A construção deste troço inseriu-se numa nova tendência, introduzida em Portugal na transição para o século XX, e que foi promovida pelo Ministro das Obras Públicas, Alfredo Vieira de Vilas-Boas, na qual as associações públicas e privadas de cariz municipal tomavam a iniciativa e apoiavam activamente os projectos ferroviários, principalmente através da prestação de apoio financeiro ou da oferta de terrenos, em detrimento do protagonismo do poder central. Desta forma, facilitava-se a construção dos caminhos de ferro, e melhorava-se a sua adequação às necessidades das populações. O projecto primitivo deste lanço, da autoria de Effigenio Antonio, e datado de 11 de Novembro de 1899, preconizava um comprimento de 16,280 m, com 13.655 em alinhamento recto e 2625 em curvas, dos quais 915 possuiriam raios de 300 m, enquanto que os restantes seriam de raios superiores. O perfil da linha apresentaria 6040 m em patamar, 4137 em rampa, e 6103 em declive, dos quais seriam 3455 em pendentes de 16 mm, 939 me entre 15 e 16 mm, e 3563 de 10 a 15 mm. As obras de arte consistiam em 16 aquedutos de 0 metros, 66 de um metro, um pontão com dois metros, e dois pontões de nove metros, com tabuleiros metálicos. Este lanço teria cinco casas de guarda e uma de partido, e em Moura deveria ser construída uma estação terminal, com cais cobertos e descobertos, uma cocheira, uma ponte redonda, e habitações para o pessoal. Este documento foi aprovado por uma portaria de 23 de Abril de 1900, tendo a sua execução sido autorizada por uma portaria de 15 de Junho desse ano, pelo ministro das Obras Públicas Elvino de Brito.
Em 5 de Março de 1901, realizou-se uma reunião extraordinária na Câmara de Moura, para preparar uma representação ao Rei pedindo o início das obras entre Pias e Moura, e para discutir as bases do empréstimo que seria contraído para financiar as obras, com destaque para a gare de Moura, que devia ser construída junto à vila. Assim, foi decidido oferecer um subsídio de dez contos de réis para a construção da estação de Moura, e pedir um empréstimo de vinte contos de réis junto da Companhia Geral de Crédito Português para ocorrer às despesas. A autarquia também se comprometeu a fazer as expropriações por sua conta. Nessa sessão, também ficaram registados os nomes de Augusto Carlos Fialho e José Maria dos Santos pelo seu auxílio nas expropriações, tendo este último não só cedido os seus terrenos por onde passaria uma grande extensão da via férrea, mas também ajudado a instalação de um apeadeiro no sítio de Machados. Em 13 de Março, numa reunião dos quarenta maiores contribuintes de Moura, foi aprovada por unanimidade a proposta da Câmara Municipal. O apoio da autarquia foi aprovado pelo conselho de administração em 31 de Maio, e uma portaria de 1 de Junho do Ministério das Obras Públicas autorizou a aceitação do subsídio, e ordenou a construção da linha. Na sessão de 8 de Junho, a câmara enviou um telegrama de agradecimento ao ministro. Em 23 de Julho, foi assinado o empréstimo, no valor de 19.980 contos de réis.

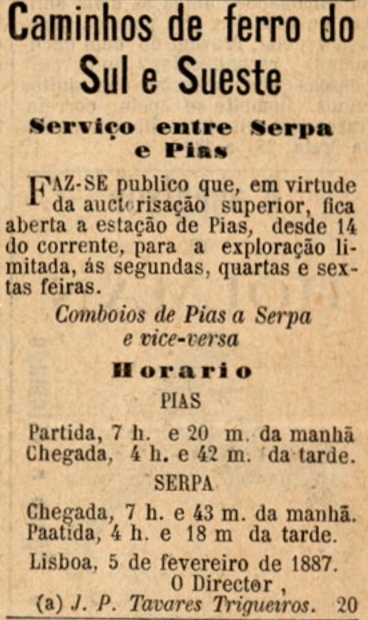
Aviso relativo à abertura da estação de Pias, em 1887.

#### Fase de concurso e construção
Em 30 de Junho de 1901, o jornal Algarve e Alemtejo noticiou que estava planeada uma grande reunião em Barrancos para pedir ao governo a continuação da linha férrea de Moura até aquela vila, alegando que iria providenciar um forte tráfego de mercadorias, principalmente minerais, gado suíno e cortiça, e que além disso uma empresa britânica estava interessada em apoiar financeiramente aquele empreendimento.
Em 29 de Julho de 1901, foi aberto o concurso para as terraplanagens, que foram adjudicadas em cinco empreitadas, pela soma de 39:910$000 réis. Em Abril de 1902, numa reunião do conselho de Administração dos Caminhos de Ferro do Estado, foi discutida a construção deste lanço. Um decreto de 19 de Junho do mesmo ano dividiu os estudos e construção da Rede Complementar ao Sul do Tejo em duas secções, tendo a primeira sido dedicada, entre outros projectos ferroviários, ao lanço entre Pias e Moura. No mês seguinte, as obras estavam a ser aceleradas, de forma a permitir a inauguração da linha no dia 8 de Setembro. o concurso para a construção da estação de Moura foi marcado para 31 de Maio, e o concurso para a instalação de quatro casas de guarda e uma de partido, no troço de Pias a Moura, foi marcado para 5 de Junho.
Segundo a Gazeta dos Caminhos de Ferro de 16 de Agosto, a inauguração da linha estava prevista para os dias 4 ou 5 de Setembro, de forma a ser realizada antes da feira anual de Moura. Nesta altura, estava a ser instalada a linha telegráfica, o edifício da estação de Moura estava em construção, e a via já estava assente até à ponte sobre o Barranco da Pipa, cujo tabuleiro metálico estava a ser instalado. Porém, em Setembro foi anunciado que a linha não poderia ser inaugurada antes do final do mês, devido a atrasos nas obras. Assim, foi estabelecido um novo prazo, para 3 de Outubro, que também não foi cumprido. Nesse mês, alguns temporais causaram grandes prejuízos na via já construída, com abatimento de aterros, tendo o lanço mais atingido sido o que estava junto à Herdade das Enfermarias, a cerca de dois quilómetros de Moura, onde a linha ficou totalmente obstruída e os carris torcidos. As fortes chuvas também atrasaram os trabalhos de balastragem, que também foram prejudicados pela grande distância a que se encontravam os depósitos de balastro.
Na sessão camarária de Moura de 30 de Outubro de 1902, foram homenageados o ministro Elvino de Brito, já falecido, o ministro Manuel Francisco de Vargas, que ordenou a construção do troço de Pias a Moura, e Libânio Fialho Gomes, Augusto Carlos Fialho e Castro, José Maria dos Santos, e Diogo Urbano Correia de Oliveira, pelo apoio que deram à construção do Ramal de Moura. Decidiu-se igualmente dar o nome de Elvino de Brito ao Largo de Santo Agostinho, espaço que foi posteriormente renomeado para Praça Gago Coutinho.

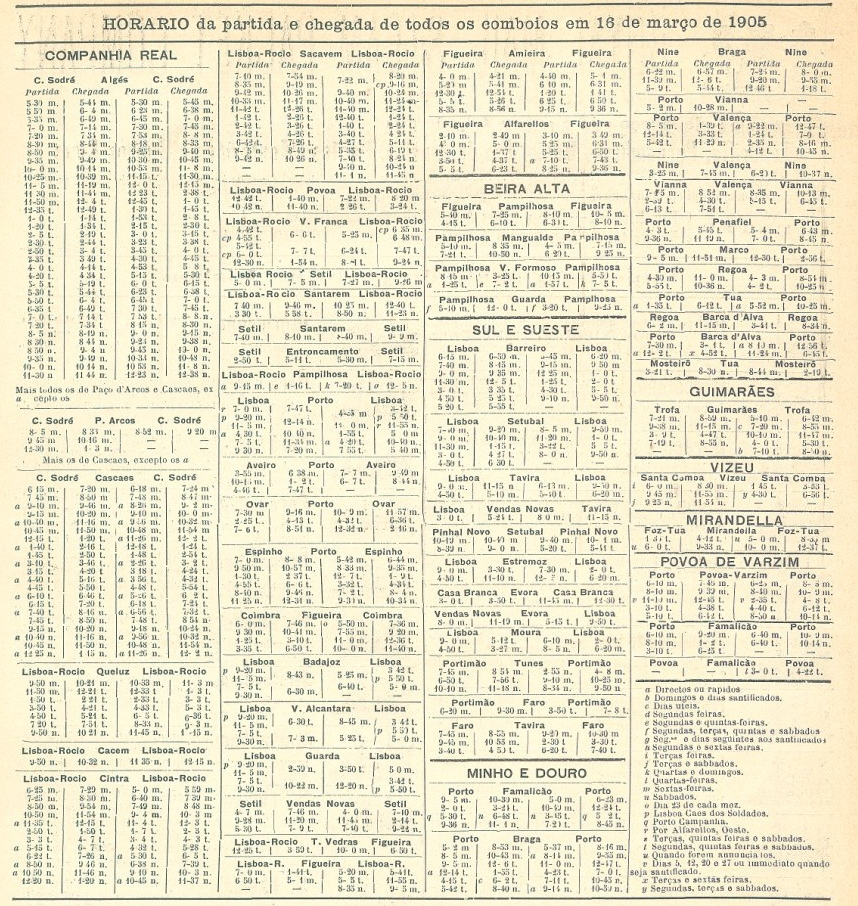
Horários de 1905, já com Moura como estação terminal.

#### Inauguração
Os estabelecimentos comerciais de Moura nomearam uma comissão para planear os festejos de inauguração do caminho de ferro, tendo o Ministro das Obras Públicas sido convidado para assistir à cerimónia. A data para a inauguração do ramal foi marcada para dia 15 de Novembro, tendo sido planeado um serviço especial para o transporte de convidados, a partir do Barreiro. No entanto, a data de inauguração foi uma vez mais atrasada, tendo sido marcada para 27 de Dezembro. Em meados de Dezembro, a estação de Moura ainda não estava construída, mas, devido à sua proximidade em relação à povoação, considerou-se que não seria necessário terminar esta obra para se inaugurar a linha, pelo que a abertura oficial à exploração deu-se em 27 de Dezembro. Na altura da inauguração, os trabalhos de via também não estavam concluídos, faltando terminar a balastragem e a rectificação dos carris, tendo estas obras sido realizadas nos intervalos entre a circulação dos comboios.
O comboio especial que assegurou o transporte dos convidados, incluindo o conselheiro Justino Teixeira e outros altos quadros da Companhia Real dos Caminhos de Ferro Portugueses, e vários jornalistas, saiu do Barreiro às 8 horas e 25 minutos, tendo chegado a Pias às 14 horas. Pouco tempo depois, o comboio chegou a Moura, onde foram recebidos pela população. Devido aos reduzidos recursos da autarquia e ao facto do troço a ser inaugurado contar apenas com alguns quilómetros de extensão, os festejos foram bastante modestos. Ainda assim, a cerimónia contou com grande afluência popular, com animação musical e foguetes, tendo sido organizado um cortejo que percorreu toda a vila, tendo as ruas e as casas sido enfeitadas. Discursaram o Visconde de Altas Moras, e o deputado Fialho Gomes. Após o cortejo, foi realizado um banquete, oferecido pela comissão dos comerciantes, e uma visita à vivenda do Visconde de Altas Moras. O regresso foi realizado a bordo do comboio especial, que levou os convidados até Beja, tendo o resto da viagem até Lisboa sido feito num comboio correio. A cerimónia ficou marcada, no entanto, pela ausência dos autarcas de Moura, devido a diferenças de política partidária.
O engenheiro Magalhães Braga, que conduziu as obras, alterou o traçado primitivo com várias variantes, que aumentaram o comprimento e os custos de construção, mas melhoraram consideravelmente o traçado e aproximaram a estação da localidade de Moura. O orçamento amontou a 146:620$000 réis, correspondente a cerca de 9:000$000 réis por quilómetro, sem contar com o apoio financeiro da autarquia de Moura. Em 3 de Outubro de 1903, o Governo autorizou a construção de uma passagem superior ao PK 154+048 deste ramal, para a passagem de uma estrada entre Beja e Baleizão (EN260).

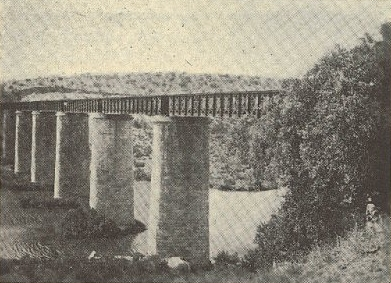
Ponte do Guadiana.

### Décadas de 1920 e 1930
Em 14 de Dezembro de 1926, reuniram-se, no Instituto Comercial, vários representantes de autarquias, sindicatos agrícolas e de outras associações, para pedir a construção de vários troços de caminhos de ferro, incluindo a ligação entre Évora e Pomarão, passando por Reguengos, Moura e Serpa. Nesse ano, a ponte sobre o Guadiana foi alterada, de forma a permitir igualmente o tráfego automóvel, tendo esta intervenção sido feita no âmbito da Exposição Ibero-Americana de 1929, em Sevilha.
Em 11 de Maio de 1927, a antiga operadora Caminhos de Ferro do Estado foi integrada na Companhia dos Caminhos de Ferro Portugueses, que começou a explorar as antigas linhas do estado, incluindo o Ramal de Moura. Nesse ano foi elaborado o projecto para a linha ferroviária entre Paymogo e Gibraleón, em Espanha, que tinha como finalidade criar uma ligação mais directa entre Lisboa e Sevilha, embora já se prevesse que a linha tivesse um reduzido tráfego, pelo que seria de importância secundária do ponto de vista económico. No entanto, do ponto de vista militar, teria uma importância muito mais elevada, uma vez que na zona Sul da fronteira não existia qualquer atravessamento por via rodoviária ou ferroviária.
O Plano Geral da Rede Ferroviária, promulgado pelo Decreto n.º 18:190, de 28 de Março de 1930, reintroduziu o projecto da Linha do Guadiana, de Évora ao Pomarão, aproveitando o traçado já construído entre Moura e Pias, pelo que a Linha do Sueste foi encurtada para o lanço entre Beja e Pias.
Em 1938, foi inaugurado um serviço de camionetas, para o transporte de carga entre a Estação de Moura e as localidades de Póvoa de São Miguel e Amareleja.

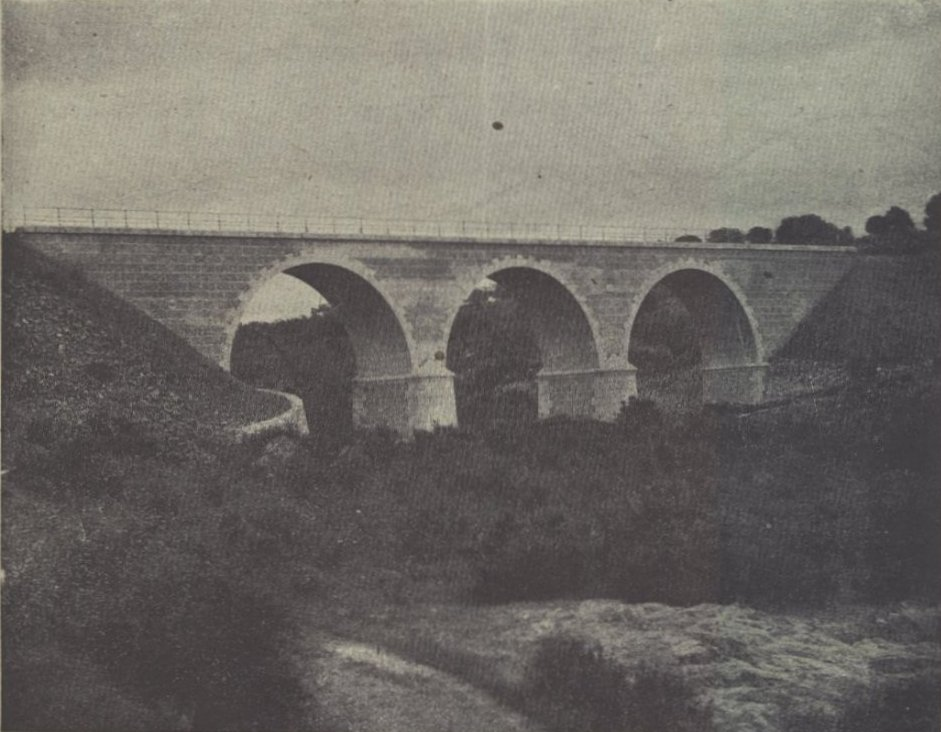
Ponte sobre a Ribeira do Enxoé, no Ramal de Serpa.

### Variante de Serpa
Em 1939, já tinha sido estudada a Variante de Serpa, que tinha como objectivo modificar o traçado do ramal de forma a servir melhor a importante vila de Serpa. Esta variante teria o seu início logo após a saída da estação de Quintos, e atravessaria o Rio Guadiana numa nova ponte, a jusante da antiga, seguindo depois até Serpa. Depois aproveitaria os trabalhos que tinham sido feitos no projecto abandonado do Ramal de Serpa, desde a povoação até à estação de Brinches, então denominada de Serpa. A nova ponte sobre o rio Guadiana foi orçamentada em 6.000 contos. Caso tivesse sido construída, esta variante iria aumentar o comprimento do Ramal de Moura em cerca de cinco quilómetros.
Na sessão de 17 de Abril de 1948 da Assembleia Nacional, o engenheiro Mira Galvão fez um discurso sobre os caminhos de ferro no distrito de Beja, tendo defendido que fossem revistos os estudos para a variante, e que se iniciassem as obras.

### Décadas de 1940 a 1970
Em Setembro de 1948, chegaram quatro automotoras suecas a Lisboa, que se previa serem utilizadas em várias linhas de menor movimento da antiga rede do estado, como a Linha do Sueste. Em 1951, pelo menos uma automotora já estava ao serviço, fazendo quatro viagens em cada sentido. Num artigo na Gazeta dos Caminhos de Ferro em 1952, o jornalista José da Guerra Maio defendeu a construção de uma linha entre Beja e Ermidas-Sado, estabelecendo dessa forma uma ligação transversal ferroviária desde Moura até Sines, que seria benéfica para a economia do Alentejo.
Em 1977 foi inaugurada uma nova ponte sobre o Rio Guadiana, de função rodoviária, eliminando desta forma a travessia dos automóveis pela ponte ferroviária.

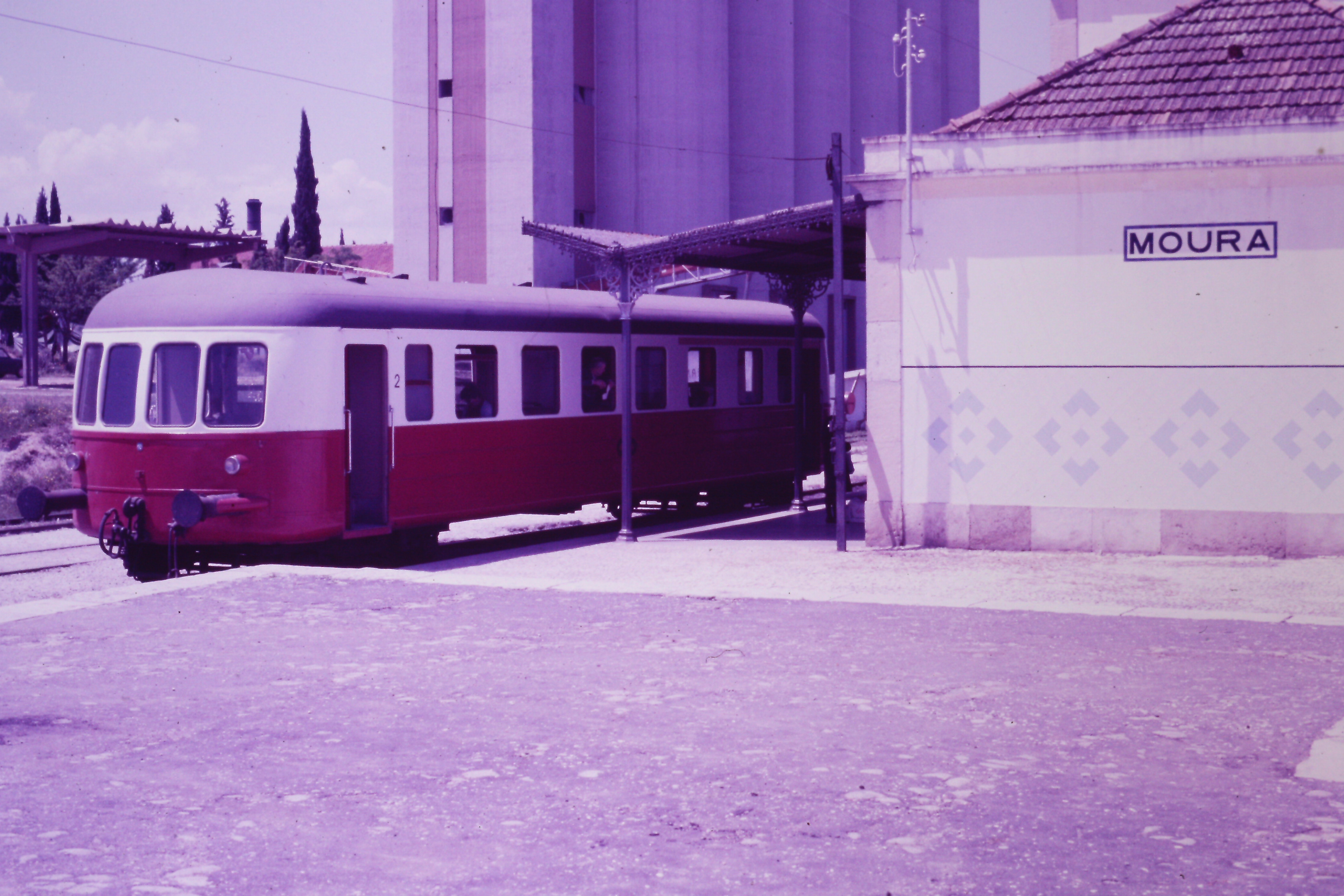
Estação de Moura em 1986, vendo-se o reboque de uma automotora da Série 100.

### Encerramento
O encerramento do ramal foi planeado pelo menos desde os finais da década de 1980, decisão que foi justificada pela operadora Caminhos de Ferro Portugueses pela necessidade de reduzir as despesas. Esta medida enfrentou a oposição das populações nos concelhos servidos pelo ramal, e em 1 de Agosto de 1988 a União dos Sindicatos de Beja organizou uma manifestação em frente à estação de Moura, que reuniu algumas centenas de pessoas. Foi aprovada uma moção dirigida ao conselho de administração da empresa, que também foi assinada por vários autarcas do distrito de Beja, onde se exigiu a manutenção dos comboios no ramal. Esta moção foi depois apresentada à delegação local da operadora e ao Governador Civil de Beja, Branco Malveiro. Nessa altura, o Ramal de Moura ainda tinha uma elevada importância do ponto de vista económico para os concelhos na margem oriental do Rio Guadiana, uma vez que escoava as sementes de trigo e cevada que eram produzidas. As sementes eram armazenadas num centro em Moura, e depois transportadas de comboio até Beja. Porém, o Ramal de Moura acabou por ser encerrado em 1 de Janeiro de 1990.

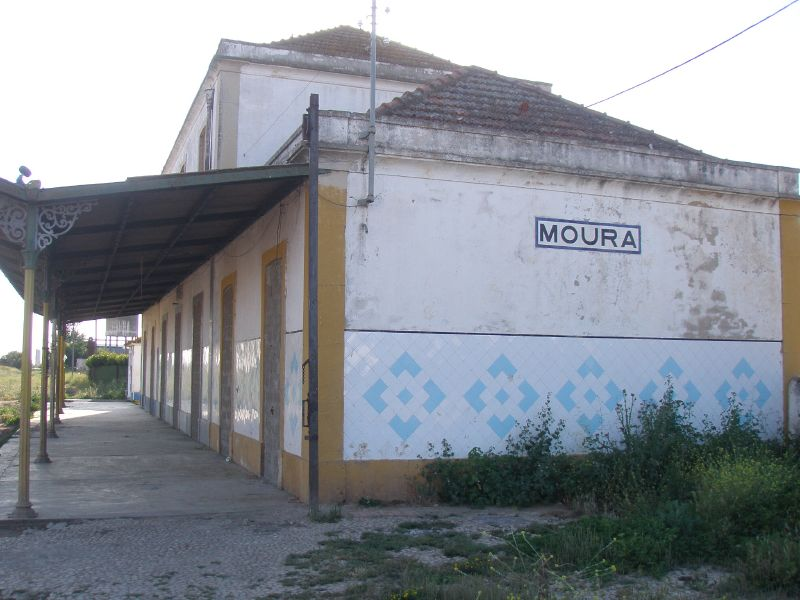
Antiga Estação Ferroviária de Moura, em 2009.

### Reconversão
Até 2006, a Comissão de Utentes da Margem Esquerda do Guadiana fez várias reclamações junto da Secretaria de Estado dos Transportes, para a reabertura do ramal. Em 2010, foi organizado um passeio de bicicleta ao longo da antiga via férrea, para alertar para o estado de degradação em que se encontravam as antigas gares do ramal, e pedir a adaptação do antigo leito numa ecopista para ciclistas e peões, empreendimento que tinha sido lançado pela Rede Ferroviária Nacional há cerca de três anos, mas que estava suspenso devido à falta de entendimento entre as autarquias.
Em 10 de Dezembro de 2021 foi inaugurada a Estação Intermodal de Moura, instalada na estação ferroviária da vila, intervenção que incluiu a reabilitação do antigo edifício. Nesse dia foi igualmente entregue à autarquia de Moura o contrato de subconcessão celebrado com a divisão de património da empresa Infraestruturas de Portugal, para usufruto privativo do lanço entre os PK 203+975 e o PK 212+582 do Ramal de Moura, no sentido de permitir a sua transformação numa ecopista. Em 13 de Outubro de 2023 foi aberto o concurso para a reabilitação e aproveitamento do ponto de vista turístico de várias antigas estações e apeadeiros em território nacional, que incluiu cinco gares no Ramal de Moura: as estações de Quintos, Pias, Serpa-Brinches, e Baleizão, e a paragem de Ponte do Guadiana.